# John Draper (motociclista)
|  | Per a altres significats, vegeu «John Draper». |

John Draper   (Bishop's Cleeve, 1929 - Bishop's Cleeve, 24 de desembre de 2002) fou un pilot de motociclisme anglès, expert en trial i motocròs. Entre altres èxits importants, sempre amb BSA, guanyà els Sis Dies d'Escòcia de Trial (1951), el Campionat d'Europa de motocròs (1955) i, com a membre de l'equip britànic, quatre edicions del Motocross des Nations.
Draper era cunyat del seu company d'equip a BSA, el Campió de trial i motocròs Jeff Smith, marit de la seva germana Irene.

## Resum biogràfic
Home de poca estatura (feia tot just 1,67 m), Draper aprengué a pilotar motocicletes a la granja de son pare (a Bishop's Cleeve, Gloucestershire, ben a prop de Cheltenham), inspirat per les proves de trial i de motocròs (anomenat aleshores scramble al Regne Unit) que se celebraven als seus terrenys. A 17 anys era ja tan prometedor que l'estrella local Bob Foster li aconseguí una AJS 350 cc amb la qual assolí la seva primera victòria aquell mateix 1946.
La primavera de 1948 signà com a oficial de BSA gràcies a la recomanació d'un dels millors pilots de l'equip, Bill Nicholson, qui l'havia vist en acció a la seva granja. Només un any més tard, Draper estigué a punt de guanyar els Sis Dies d'Escòcia (anava líder el tercer dia, fins que el motor de la BSA se li anegà al riu Arnisdale). El seu talent en la pràctica del motocròs quedà palès al Motocross des Nations de 1950, disputat a Skillingaryd (Suècia), quan dominà la cursa decisiva de tal manera que el director de l'equip li hagué d'ordenar d'afluixar per no castigar més la seva motocicleta.
El 1951 quedà palesa la seva versatilitat com a pilot. Aquell any va guanyar els Sis Dies d'Escòcia de Trial per davant del Campió Britànic vigent, Jim Alves (pilot de Triumph), aconseguint per a BSA el cobejat Alexander Challenge Trophy, premi que s'enduu el guanyador de la dura prova. Poques setmanes després era a l'Illa de Man competint a les curses per a motocicletes de sèrie Clubman's TT del mític Tourist Trophy, a la categoria de 350cc amb una Norton i a la de 500cc amb una Triumph. Malgrat pilotar màquines que no coneixia i competir en una disciplina que li venia totalment de nou, aconseguí la tercera posició en totes dues cilindrades. Aquesta proesa feu que el caçador de talents Francis Beart li oferís suport si es dedicava seriosament a la velocitat, però Draper desestimà l'oferiment al·legant que a la granja del seu pare no tenia ocasió d'entrenar-s'hi. De tornada a casa, participà en un motocròs local a Cotswold amb les seves BSA i hi guanyà les dues curses (350 i 500cc).
A finals d'any la seva carrera estigué a punt d'acabar-se per sempre a causa d'un accident als ISDT (celebrats a Varese, Itàlia). Avançant un altre corredor a la cursa nocturna, caigué i patí fortes contusions. Traslladat a l'hospital, l'operació per a extreure-li un coàgul de sang al cap hagué d'esperar fins que la fàbrica BSA envià des d'Anglaterra els diners que calien.
Per a la temporada de 1952 signà amb Norton, guanyant de seguida el Colmore Cup trial. Aquell any estigué a punt de tornar a guanyar els Sis Dies d'Escòcia, però s'endarrerí per problemes de pneumàtics i la penalització consegüent el desplaçà a la segona posició final. A les curses de motocròs hi feia servir una moto basada en els models de velocitat de Norton, molt ràpida però mancada de la flexibilitat i control que calen en pistes accidentades; per tant, no hi va guanyar cap cursa important. Acabà quart al Campionat Britànic de trial, però en veient que Norton centrava els seus esforços en la velocitat, el 1953 tornà a BSA. A partir d'aleshores entrà en ratxa que l'acompanyaria fins que guanyà el seu títol de Campió d'Europa de motocròs el 1955.
Draper aconseguí el títol pilotant la seva pesada BSA Gold Star de 500cc. Després de quedar fora dels punts a les primeres tres proves de les vuit del calendari, reaccionà al Gran Premi de Gran Bretanya, celebrat a l'immens circuit de Hawkstone Park (Shropshire), quedant-hi segon rere el seu cunyat i company d'equip Jeff Smith. Tot seguit guanyà els Grans Premis de Bèlgica i de Suècia, esdevenint així el primer britànic a guanyar el Campionat des de la seva creació el 1952.

### Retirada
La seva carrera esportiva s'allargà fins als anys 60. El 1959 fou tercer al Campionat britànic de motocròs, anomenat aleshores ACU Scramble Drivers' Star. El 1961 va guanyar el Cotswold Cup Trial amb una Cotton (feta a Gloucester, ben a prop de casa seva) i el motocròs de Lincolnshire Grand National amb una BSA. De fet, va seguir pilotant BSAs després i tot que el seu contracte amb la fàbrica hagués caducat, i mai no va admetre haver-se retirat de la competició.
Un cop abandonada la seva faceta de pilot professional, Draper es dedicà a la granja familiar (on feia servir les seves BSA per a reunir els ramats) i seguí competint per pura afició els caps de setmana. De tant en tant tornava les seves BSA oficials a la fàbrica perquè l'hi posessin al dia, i el cap de tallers Arthur Crawford es queixava que sempre havia de canviar-los el dipòsit de benzina perquè presentaven uns misteriosos bonys circulars. Anys més tard es va saber que Draper havia estat carregant bidons de llet mantenint-los en equilibri sobre el dipòsit de la motocicleta.
Al moment de la seva mort, a 73 anys, John Draper deixava esposa i un fill.

## Palmarès

### Motocròs
| Any          | Motocicleta  | C. del món 500cc | MXDN | C. britànic 500cc |
| ------------ | ------------ | ---------------- | ---- | ----------------- |
| 1950         | BSA          | -                | 1r * | -                 |
| 1951         | BSA          | -                |      | 4t                |
| 1952         | Norton       | -                |      | 6è                |
| 1953         | BSA          | -                | 1r   | 4t                |
| 1954         | BSA          | -                |      | 7è                |
| 1955         | BSA          | 1r               |      | 7è                |
| 1956         | BSA          | 2n               | 1r   | ?                 |
| 1957         | BSA          | 8è               |      | -                 |
| 1958         | BSA          | 4t               |      | ?                 |
| 1959         | BSA          | 13è              | 1r   | 3r                |
| 1960         | BSA          | 14è              |      | 6è                |
| Total títols | Total títols | 1                | 4    | 0                 |

Notes
1. ↑  La classificació consignada a MXDN fa referència a la posició final obtinguda per l'equip estatal. S'assenyalen amb * les victòries individuals
2. ↑  Fins al 1951 inclòs no existia el Campionat d'Europa
3. ↑  Fins al 1956 inclòs no existia el Campionat del Món de 500 cc, ans el Campionat d'Europa

### Trial
| Any  | Motocicleta | C. britànic | Altres                  |
| ---- | ----------- | ----------- | ----------------------- |
| 1951 | BSA         | -           | Victòria als SSDT       |
| 1952 | Norton/BSA  | 4t          | Victòria al Scott Trial |
| 1953 | BSA         | 4t          |                         |
| 1954 | BSA         | 6è          |                         |
| 1955 | BSA         | 11è         |                         |
| 1956 | BSA         | 11è         |                         |
| 1957 | BSA         | ?           |                         |
| 1958 | BSA         | 22è         |                         |
| 1959 | BSA         | 9è          |                         |
| 1960 | BSA         | 3r          |                         |